# 春晓隧道
春晓隧道位于中國浙江省宁波市北仑区，长8478米，是春晓供水管隧道工程的一个组成部分。春晓隧道连通北仑区春晓街道与北仑区大碶街道，管道设计供水能力达12万吨/日，分别向春晓供水8万吨/日，向梅山供水4万吨/日。